# Andrena venerabilis
Andrena venerabilis là một loài Hymenoptera trong họ Andrenidae. Loài này được Alfken mô tả khoa học năm 1935.